# Тельдозеро
Тельдозеро (Кёлдозеро) — крупное озеро в Пинежском районе Архангельской области. Площадь озера — 21,4 км², площадь водосбора — 147 км².
Озеро находится на Беломорско-Кулойском плато, недалеко от административной границы Приморского, Пинежского и Холмогорского районов, в 69 километрах к западу от посёлка Пинега. Озеро окружено болотами. Крупных притоков нет. Через озеро Стрюково (Струковское, Толдозеро) имеет сообщение с рекой Кёлда (приток Кулоя), через озеро Кислое — с речкой Бобровка. К западу от озера протекает река Лодьма, вытекающая из озера Лодьмозеро.